# Koblingstavle
En koblingstavle er en nu forældet metode til at programmere computere og hulkortmaskiner på.
Computere og avancerede hulkortmaskiner, der ikke er egentlige computere, men kan foretage simple beregninger eller beslutninger, har brug for instruktioner om, hvad de skal foretage sig, dvs. et program. Dette blev på nogle tidlige maskiner gjort ved at indstille et stort antal kontakter på et (eller flere) paneler, eller ved at sætte ledninger op på store tavler, så de forskellige funktioner blev forbundet og betingelserne for udførelsen af funktionerne blev etableret. Denne opsætning kunne  tage lang tid og var udsat for fejl ved opsætningen. På mange maskiner var det derfor muligt at afmontere en tavle med de isatte ledninger, lægge den på et lager og i stedet isætte en anden tavle med et andet program. Programmerne kan naturligvis ikke være særligt omfattende. 